# جان بيدفورد
جان بيدفورد (بالإنجليزية: Jan Bedford)‏ هي لاعبة جمباز أسترالية، ولدت في 15 مايو 1945.

## وصلات خارجية
- جان بيدفورد على موقع اللجنة الأولمبية الدولية (الإنجليزية)
- جان بيدفورد على موقع أوليمبيديا (الإنجليزية)
- جان بيدفورد على موقع اللجنة الأولمبية الأسترالية (الإنجليزية)